# Șahî, Dubrovîțea
Șahî (în ucraineană Шахи) este un sat în comuna Velîki Ozera din raionul Dubrovîțea, regiunea Rivne, Ucraina.

## Demografie
Componența lingvistică a localității Șahî
     Ucraineană (99,34%)
     Alte limbi (0,66%)
Conform recensământului din 2001, majoritatea populației localității Șahî era vorbitoare de ucraineană (99,34%), existând în minoritate și vorbitori de alte limbi.